# Les Cœurs brûlés (mini-série)
Pour les articles homonymes, voir Les Cœurs brûlés.
Les Cœurs brûlés est une mini-série française en huit épisodes, diffusé sur TF1 du 3 juillet 1992 au 21 août 1992. 

## Synopsis
Isa Mercier, caissière dans un supermarché, est décidée à quitter sa condition. Grâce au destin, elle se fait embaucher comme femme de chambre à « La Réserve », l'un des plus beaux palaces de la côte d'Azur, où Hélène Charrière règne sur l'hôtel.

## Fiche technique
- Musique : Vladimir Cosma

## Distribution
- Mireille Darc : Hélène Charrière
- Amélie Pick : Isa Mercier puis Leroy
- Pierre Cosso : Christian Leroy
- Danièle Évenou : Geneviève Mercier
- Michel Duchaussoy : Arnaud Charrière
- Alain Doutey : Jean-Philippe Vernier
- Magali Noel : Julia Bertyl
- Jacques Serres : Marcel Mercier
- Pierre Vaneck : Marc Leroy
- Josy Bernard : Patricia Leroy
- Patrice-Flora Praxo : Audrey Bertyl
- Frédéric Deban : Sylvain Roquière
- Rémy Roggero : Tanguy Mercier
- Dora Doll : Marie-Thérèse Fromentin
- Michel Robbe : Stéphane Romanski
- Cyril Aubin : Tonin
- Yvonne Gamy : Jeanik
- Delphine Rich : la juge d'instruction

## Épisodes
1. La Blessure
2. Le Court-circuit
3. L'Ambition
4. La Cassure
5. Lutte d'intérêts
6. Quitte ou double
7. Anges et démons
8. L'Amour triomphant

## Autour du film
- Diffusé sur TF1 durant l'été 1992, ce feuilleton a été vu par environ 10 millions de spectateurs chaque vendredi.
- Son générique est interprété par Nicole Croisille. Toutefois lors de la diffusion du premier épisode, c'est la voix de Nana Mouskouri qui l'inaugure.
- Le succès de cette série a engendré une suite en 1994 : Les Yeux d'Hélène.
- En septembre 2017, à la suite du décès de Mireille Darc, la chaîne Série Club rediffuse la série[1].